# Diphascon speciosum
Diphascon speciosum är en djurart som tillhör fylumet trögkrypare, och som först beskrevs av Mihelcic 1971.  Diphascon speciosum ingår i släktet Diphascon och familjen Hypsibiidae. Inga underarter finns listade i Catalogue of Life.